# Suurupi poolsaar
Suurupi poolsaar är en halvö i nordvästra Estland. Den ligger i kommunen Harku vald i Harjumaa, 19 km väster om huvudstaden Tallinn. Dess nordligaste udde benämns Ninamaa och på halvön ligger byn Suurupi. Halvön skiljer bukten Lohusalu laht i väster från Kakumäe laht i Tallinnbukten i öster.
Inlandsklimat råder i trakten. Årsmedeltemperaturen i trakten är 3 °C. Den varmaste månaden är juli, då medeltemperaturen är 17 °C, och den kallaste är januari, med −11 °C.